# أروى بنت كريز
أروى بنت كُريز العبشمية القرشية والدة عثمان بن عفان وهي من المهاجرين.

## نسبها
- هي : أروى بنت كريز بن ربيعة بن حبيب بن عبد شمس بن عبد مناف بن قصي بن كلاب بن مرة بن كعب بن لؤي بن غالب بن فهر بن مالك بن النضر بن كنانة بن خزيمة بن مدركة بن إلياس بن مضر بن نزار بن معد بن عدنان، العبشمية القرشية الكنانية. وقال ابن منده وأبو نعيم، هي أروى بنت كريز بن عبد شمس.
- أمها : أم حكيم البيضاء بنت عبد المطلب بن هاشم بن عبد مناف بن قصي بن كلاب بن مرة بن كعب بن لؤي بن غالب بن فهر بن مالك بن النضر بن كنانة بن خزيمة بن مدركة بن إلياس بن مضر بن نزار بن معد بن عدنان، الهاشمية القرشية الكنانية، عمة النبي صلى الله عليه وسلم.[2]

## من حياتها
تزوجها عفان بن أبي العاص بن أمية، فولدت له: عثمان وآمنة ابني عفان، ثم تزوجها عقبة بن أبي معيط، فولدت له: الوليد، وعمارة، وخالداً، وأم كلثوم، وأم حكيم، وهنداً.

## إسلامها
روى يحيى بن محمود إجازة بإسناده إلى أبي بكر بن أبي عاصم قال: حدثنا عبد بن شبيب، حدثني إبراهيم بن يحيى بن هانئ حدثنا أبي، حدثنا خازم بن حسين عن عبد الله بن أبي بكر، عن الزهري، عن عبيد الله بن عبد الله، عن ابن عباس قال: أسلمت أم عثمان، وأم طلحة، وأم عمار بن ياسر، وأم عبد الرحمن بن عوف، وأم أبي بكر الصديق، والزبير، وأسلم سعد وأمه في الحياة. وقيل: هي أروى بنت عميس وليس بشيء.

## بعض المواقف من حياتها مع الرسول صلى الله عليه وسلم
أسلمت أروى بنت كريز رضي الله عنها وهاجرت إلى المدينة بعد ابنتها أم كلثوم بنت عقبة وبايعت رسول الله صلى الله عليه وسلم.

## وفاتها
لم تزل بالمدينة حتى ماتت في خلافة ابنها عثمان بن عفان.
روى محمد بن عمر أخبرنا داود بن بكر بن أبي الفرات الأشجعي قال: سمعت عبد الله بن كعب مولى آل عثمان قال: سمعت عبد الله بن حنظلة بن الراهب قال: شهدنا أم عثمان بن عفان يوم ماتت فدفناها بالبقيع، فرجع وقد صلى الناس في المسجد فصلى عثمان وحده في المسجد وصليت إلى جانبه، قال: فسمعته وهو ساجد يقول: اللهم ارحم أمي، أو اللهم اغفر لأمي، وذلك في خلافته.
روى محمد بن عمر أخبرنا إسحاق بن يحيى أخبرني عمي عيسى بن طلحة قال: رأيت عثمان بن عفان حمل سرير أمه بين العمودين من دار غطيش، فلم يزل يحملها كذلك حتى وضعها بموضع الجنائز. قال: ورأيته بعد أن دفنها قائماً على قبرها يدعو لها.

## تلاميذها
| الأسم                                       | الشهرة                              | الرتبة         |
| عروة بن الزبير بن العوام بن خويلد بن أسد... | عروة بن الزبير الأسدي / توفي في :94 | ثقة فقيه مشهور |